# Peter Wirthensohn

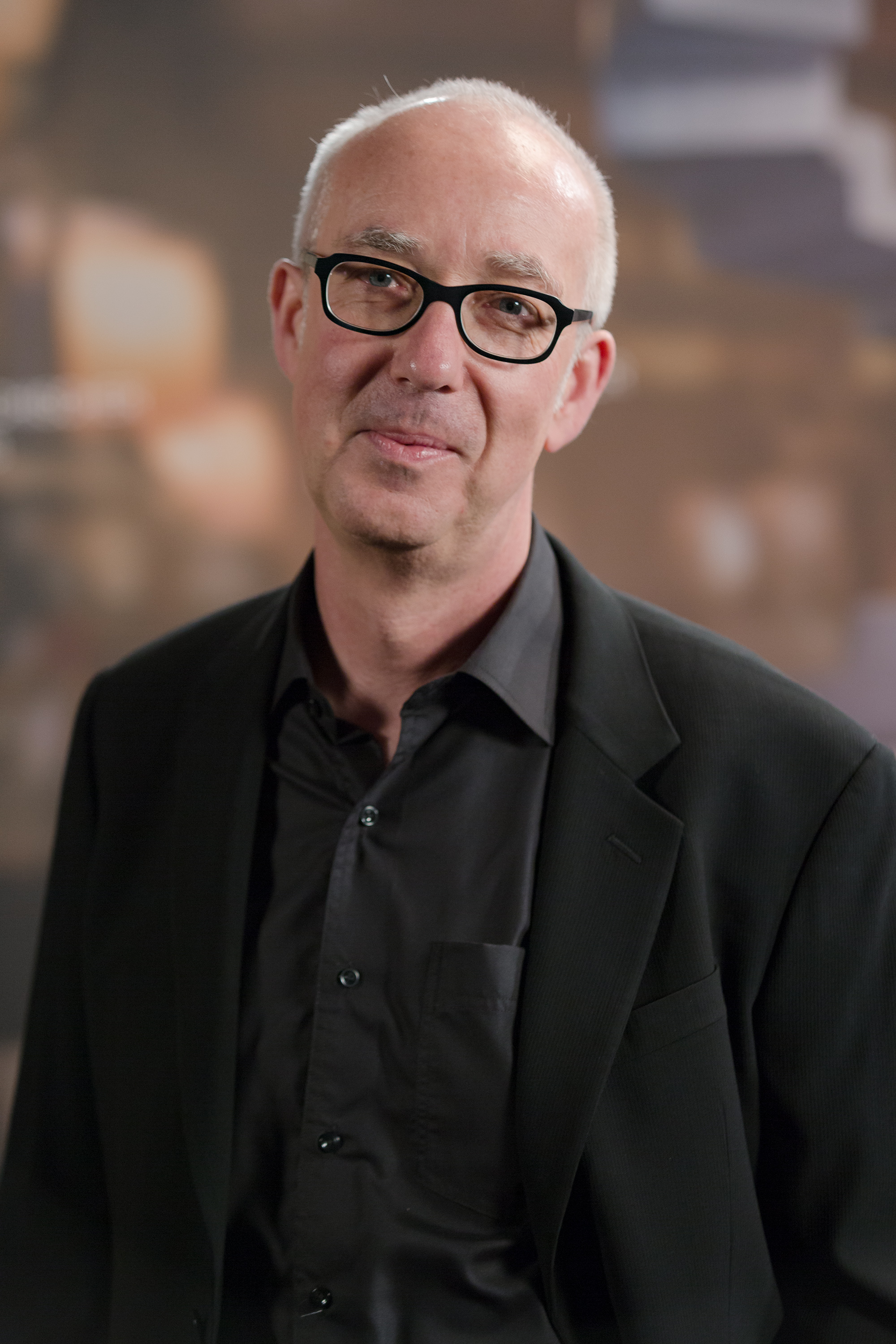
Peter Wirthensohn (2017)

Peter Wirthensohn (* 10. Februar 1964) ist ein österreichischer Filmproduzent. Seit 2010 ist er gemeinsam mit Tommy Pridnig geschäftsführender Gesellschafter der Filmproduktionsgesellschaft Lotus Film.

## Leben
Peter Wirthensohn arbeitete als Produzent unter anderem mit Regisseuren wie Barbara Albert, Michael Glawogger, Barbara Eder und Thomas Roth zusammen. 2010 übernahm er gemeinsam mit Tommy Pridnig vom Gründer Erich Lackner die Filmproduktionsgesellschaft Lotus Film, deren geschäftsführender Gesellschafter er seitdem gemeinsam mit Pridnig ist. Wirthensohn ist Mitglied der Akademie des Österreichischen Films.

## Filmografie (Auswahl)
- 2003: Donau, Duna, Dunaj, Dunav, Dunarea
- 2005: Kabale und Liebe
- 2006: Slumming
- 2007: Über Wasser: Menschen und gelbe Kanister (Dokumentarfilm)
- 2009: Das Vaterspiel
- 2009: Contact High
- 2010: Der Kameramörder (Line producer)
- 2011: Der Chinese
- 2011: Brand – Eine Totengeschichte
- 2011: Whores’ Glory
- 2012: Die Vermessung der Welt (Koproduktion)
- 2012: The Strange Case of Wilhelm Reich (Koproduktion)
- 2012: Die kleine Lady (Fernsehfilm, Koproduktion)
- 2014: Kathedralen der Kultur – Die Russische Nationalbibliothek (Dokumentarfilm, Koproduktion)
- 2014: Blutsschwestern (Fernsehfilm)
- 2014–2018: Landkrimi (Fernsehreihe)
  - 2014: Die Frau mit einem Schuh
  - 2015: Kreuz des Südens
  - 2015: Der Tote am Teich
  - 2018: Der Tote im See
  - 2022: Zu neuen Ufern
- 2015: Gespensterjäger – Auf eisiger Spur (Koproduktion)
- 2015: Thank You for Bombing
- 2015: Projekt: Superwoman (Dokumentarfilm)
- 2016: Das Geheimnis der Hebamme (Fernsehfilm, Koproduktion)
- 2017: Untitled (Dokumentarfilm)
- 2017: Beyond: An African Surf Documentary (Dokumentarfilm)
- 2017–2022: Stadtkomödie (Fernsehreihe)
  - 2017: Herrgott für Anfänger
  - 2019: Der Fall der Gerti B.
  - 2022: Der weiße Kobold
- 2018: Erik & Erika
- 2018: Kalte Füße
- 2019: Herzjagen (Fernsehfilm)
- 2020: Tatort: Krank (Fernsehreihe)
- 2022: Der Onkel – The Hawk
- 2022: Der Fuchs
- 2022: Riesending – Jede Stunde zählt (Fernsehfilm)

## Auszeichnungen und Nominierungen

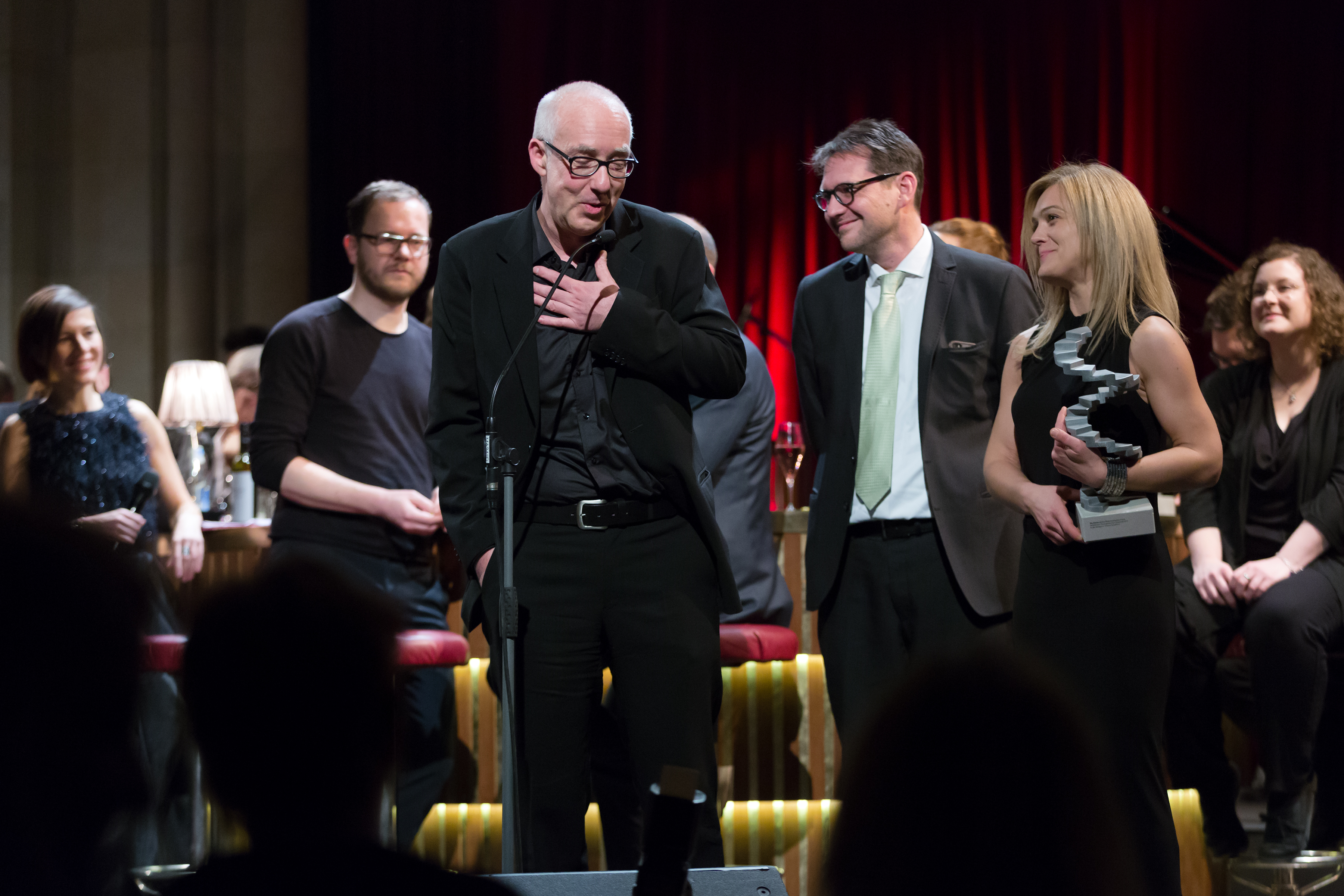
Wirthensohn mit Tommy Pridnig und Barbara Eder, österreichischer Filmpreis 2017

- Österreichischer Filmpreis 2012 – Auszeichnung in der Kategorie Bester Dokumentarfilm für Whores’ Glory, gemeinsam mit Erich Lackner und Tommy Pridnig
- Romyverleihung 2016 – Nominierung in der Kategorie Bester Produzent TV-Film für Kreuz des Südens, gemeinsam mit Tommy Pridnig
- Österreichischer Filmpreis 2017 – Auszeichnung in der Kategorie Bester Spielfilm für Thank You for Bombing gemeinsam mit Tommy Pridnig
- Österreichischer Filmpreis 2018 – Auszeichnung in der Kategorie Bester Dokumentarfilm für Untitled gemeinsam mit Tommy Pridnig
- Österreichischer Filmpreis 2023 – Nominierung in der Kategorie Bester Spielfilm für Der Fuchs gemeinsam mit Tommy Pridnig